# Fugue pour deux pianos en do mineur (Mozart)
La Fugue pour deux pianos en do mineur, KV 426, est une œuvre de Mozart composée le 29 décembre 1783 à Vienne.
Le 26 juin 1788, Mozart a transcrit cette pièce pour quatuor à cordes, en y ajoutant un prélude sous le titre Adagio et fugue en ut mineur K 546.

## Structure
Il s'agit d'une fugue à quatre voix de style sévère. Elle est écrite en do mineur, est indiquée Allegro moderato, à  et comporte 119 mesures.
Durée de l'interprétation : environ 4 minutes. Écouter : 